# Niceto Pérez
Niceto Pérez è un comune di Cuba, situato nella provincia di Guantánamo.